# 韋佳宏
韋佳宏（1990年9月10日—），是台灣Channel V節目《模范棒棒堂》第四代成員之一，Choc7成員，經歷二軍選拔後出式出道。

## 生平
擁有沉厚聲線的他歌聲優美幾乎是節目中公認的，因此也聚集了不少支持者；他亦曾被節目主持（堂主）范瑋琪鼓勵向唱歌的方面發展。除此之外，他也是節目成員中唯一懂跳「雷鬼」（Reggae）舞蹈，節目模范棒棒堂中的「最佳團體PK賽」單元，或是外景錄影的「精舞門」單元等都曾表演他擅長的「雷鬼」舞蹈。
2009年3月，第三屆（三代同堂）模范棒棒堂正式開始錄影，但身為出道軍模范七棒成員之一卻未能參與錄影，後來在模範棒棒堂2009年3月16日撥出的底迪極限運動會開始參與錄影。 （页面存档备份，存于）
另外，他在節目中的「節目效果」是非常愛吃，便當幾乎是他的最愛，也因長相像台灣啤酒籃球隊當家射手林志傑，因此他才有野獸這個藝名，但為了未來的演藝事業，他積極的減肥當中，節目主持范瑋琪、其他「底迪」甚至是他的母親也曾在節目中證明。他在節目中也算是頗為感性的「底迪」，遇有感人的場面，不論他是否主角也幾乎一定會在攝影機前流下眼淚，這方面對觀眾而言也可能頗為逗趣，也讓觀眾看出他的真性情；他也曾在錄影時哭著說「媽媽我愛你」，感謝媽媽付出的愛意及支持。
2019年1月，發行個人首張EP《只想告訴你》。
2019年離開娛樂圈，簽約17LIVE直播，2022年離開。
2024年1月用Brendan0910帳號不定時於spoon平台聲播，未來規劃自有品牌的香氛產品。

## 出道經過
2007年3月26日進入模范棒棒堂 參與錄影，2008年5月23日野獸被選為棒棒堂二軍「公主幫」半出道成員，與阿本、翰獎、小馬及毛弟推出《冒險世界－公主幫》EP，而於2008年8月13日在模范棒棒堂節目錄影時，野獸被選中為棒棒堂二軍正式出道其中一員，其入選是因為他有著令人心動的可愛外貌再加上極佳的歌喉、舞技而吸引到不少的支持。另外，為了與棒棒堂一軍做明顯的區隔，將決定與樂團型式出道，年底之前每位成員都要至少學懂一樣樂器，團員中只要有一人做不到，整團就無法出唱片。
於2009年5月合體為全新男孩團體『超克7』，正式簽約金牌大風，成為棒棒堂、羅志祥、張惠妹、蕭亞軒、陶喆…等藝人的師弟。

## 演出及作品

### 影片
2007年11月9日上映 《穿牆人》【客串】
2010年7月19日   《我愛黑澀棒棒堂》  【黑棒音樂愛情故事-盛夏愛情】【客串】
2010年10月9日 公共電視 《死神少女》【客串】第15-16集浩子  

### 廣告
- 2010[V]音樂飆榜年度頒獎演唱會廣告  （页面存档备份，存于）

### 代言
- 2009年  (2009年玉山盃青棒錦標賽)  擔任 Choc7 活動大使

### 節目主持及固定來賓
- Channel V 《我愛黑澀棒棒堂》【底迪，節目成員】
- Channel V 《模范棒棒堂》 【底迪，節目成員】
- Channel V 《我愛黑澀會》 【助教】
- Channel V 《VJ普普風》   【主持】
- Channel V 《V接客》      【主持】

### 唱片

#### 公主幫
- 2008年7月11日與宅男塾同步推出 《冒險世界P.K限定紀念盤》   華納音樂發行
- 公主幫/冒險世界P.K限定紀念盤 內容：
- 歌曲三首：《冒險世界》fantasy version、《公主徹夜未眠》、《年輕不要留白》
- 「公主幫攻略」24p全彩寫真冊（內附粉絲最愛投票卡﹑花美男so cute人形紙卡）

#### 超克7(CHOC 7)
- 2009年5月29日發行 《太青春首張迷你專輯 CD+DVD》      金牌大風(台灣)發行
- 含三首新歌  《太青春》、《等什麼》、《我太笨》
- 青春記憶故事DVD (師兄棒棒堂 真情客串)
- 熱血甲子園16頁全彩寫真本

- 2009年8月14日與師兄棒棒堂共同推出《棒棒堂+超克七 卒業紀念限定盤CD+DVD》     金牌大風(台灣)發行

- 全新 《我太笨》 視覺同款詞本&精裝外盒
- 含Lollipop娛樂酷卡一套(6張)
- 5首完整版MV

1. 我是傳奇MV 3'49 - 棒棒堂
2. 等什麼MV 3'44 - 超克7
3. 綜藝咖MV 4'25 - 棒棒堂
4. 太青春MV 3'52 - 超克7
5. 我太笨MV 4'21 - 超克7

#### 個人EP
- 2019年1月，發行個人首張EP《只想告訴你》

### MV
| 歌手                 | MV名稱           | 首播時間                        | 首播頻道          | 參與成員   |
| -------------------- | ---------------- | ------------------------------- | ----------------- | ---------- |
| 棒棒堂二軍（公主幫） | 《冒險世界》     | 2008年6月25日晚上十時五十五分   | Channel V（台灣） | 公主幫成員 |
| 棒棒堂二軍（公主幫） | 《公主徹夜未眠》 | 2008年7月22日晚上十一時五十五分 | Channel V（台灣） | 公主幫成員 |
| 超克七〔Choc7〕      | 《太青春》       | 2009年5月19日晚上十時五十五分   | Channel V（台灣） | 超克七成員 |
| 超克七（Choc7）      | 《等什麼》       | 2009年6月1日晚上十時五十五分    | Channel V（台灣） | 超克七成員 |
| 超克七（Choc7）      | 《我太笨》       | 2009年8月6日晚上十時五十五分    | Channel V（台灣） | 超克七成員 |

## 外部連結
- 韋佳宏(野獸)  新浪微博
- 韋佳宏 (野獸) Facebook （页面存档备份，存于）
- 韋佳宏(野獸)  無名小站 （页面存档备份，存于）
- 2009年玉山盃官網 活動大使 野獸 為青棒加油鼓勵的話 （页面存档备份，存于）